# Марвинци
Марвинци (на македонска литературна норма: Марвинци) е село в община Валандово, Северна Македония.

## География
Марвинци е разположено югоизточно от град Валандово, в кратко разклонение на Европейски път Е75.

## История
В съседство със селото се намира археологически обект от римско време, известен в началото на XX в. като Евит Хисар.
В XIX век Марвинци е чисто българско село в Дойранска каза на Османската империя. В „Етнография на вилаетите Адрианопол, Монастир и Салоника“, издадена в Константинопол в 1878 година и отразяваща статистиката на населението от 1873 година, Миривинци (Mirivintzi) е посочено като селище с 18 домакинства, като жителите му са 64 българи.
Според статистиката на Васил Кънчов („Македония. Етнография и статистика“) от 1900 година Мравинци има 160 жители, всички българи християни.
Всички християнски жители на Марвинци са под върховенството на Българската екзархия. По данни на секретаря на екзархията Димитър Мишев („La Macédoine et sa Population Chrétienne“) в 1905 година в Моравинци (Moravintzi) има 240 българи екзархисти.
При избухването на Балканската война в 1912 година 8 души от Мравинци (Мървинци) са доброволци в Македоно-одринското опълчение.
Църквата в селото „Света Петка“ е изградена през втората половина на XIX век от Андон Китанов. В 1913 година е изгорена от гръцки андарти и възстановена в 1926 година. В 1931 година е разрушена от Валандовското земетресение и е възобновена по-късно.

### Преброявания
В Марвинци има 112 домакинства в 2002 година, като жителите му, според преброяванията, са:
- 1994 – 517
- 2002 – 504

## Личности
Родени в Марвинци
- Димитър Апостолов, македоно-одрински опълченец, 25 (30)-годишен, земеделец, неграмотен, четата на Коста Попето, 3 рота на 14 воденска дружина[10]